# Mazda Ryuga
La Mazda Ryuga est un concept car du constructeur automobile Japonais Mazda, présenté au salon de Detroit en 2007.
Son nom peut être traduit par Flux Gracieux et son design, dirigé par Laurens van den Acker, rappelle le précédent concept Mazda Nagare.
Il opte pour des jantes 21 pouces, un éclairage avec des feux à led et tubes fluorescents dits flow, ainsi que de longues portières à ouverture papillon, il reprend des éléments de la culture Japonaise Zen pour la carrosserie tels que les nervures latérales évoquant le jardin zen.
À l'intérieur, l'avant adopte une ambiance technologique et dynamique dont l'instrumentation évoque la moto, tandis que l'arrière est plus intimiste et feutré.